# Seokdo
 (août 2025).
Motif : De quoi parle-t-on ? Je ne connais pas d'îles de ce nom. L'interwiki n'est pas plus clair...
- Archive Wikiwix
- Bing
- Cairn
- DuckDuckGo
- E. Universalis
- Gallica
- Google
- G. Books
- G. News
- G. Scholar
- Persée
- Qwant
- (zh) Baidu
- (ru) Yandex
- (wd) trouver des œuvres sur Wikidata

| 1. | Préciser le motif de la pose du bandeau. | Précisez le motif de la pose du bandeau en utilisant la syntaxe suivante : {{admissibilité à vérifier\|date=août 2025\|motif=remplacez ce texte par le motif}}              |
| 2. | Informer les utilisateurs concernés.     | Pensez à avertir le créateur de l'article, par exemple, en insérant le code ci-dessous sur sa page de discussion : {{subst:avertissement admissibilité à vérifier\|Seokdo}} |

 (octobre 2020).

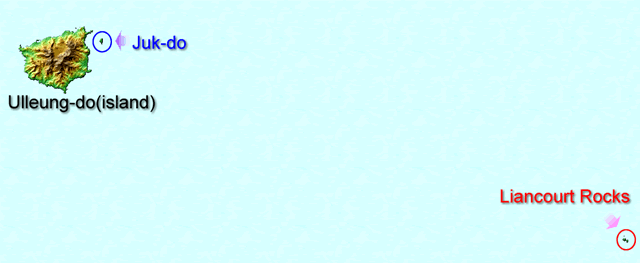
Ulleung-do (île), Juk-do, et Rochers Liancourt

Seokdo （石島, coréen : 석도） est une île appartenant au comté d'Uldo (District de Ulleung) qui apparaît dans l'édit impérial no 41, promulgué par l'empereur Gojong de l'Empire coréen le 25 octobre 1900．

## Histoire
Dans l'édit impérial no 41, Ulleungdo est renommé Uldo et fait partie de la province de Gangwon. Le bureau du magistrat du comté d'Uldo serait situé sur l'île dans le village de Taehadong et le magistrat aurait juridiction sur toute l'île d'Ulleungdo, Jukdo et Seokdo.
Le gouvernement coréen affirme que le Seokdo dans l'édit est une référence à Rochers Liancourt, que les Coréens appellent Dokdo, et les étudiants coréens l'apprennent comme un fait[incompréhensible] ; cependant, la Corée n'a pas de cartes ou de documents pour étayer cette allégation. Ni la latitude ni la longitude ne figurent dans l'édit.
Le 28 janvier 1905, le cabinet japonais a pris la décision d'incorporer Rochers Liancourt.